# トピー工業
トピー工業株式会社（トピーこうぎょう、英文社名 TOPY INDUSTRIES, LIMITED ）は、自動車・建設機械用部品を中心に製造する鉄鋼メーカーである。
自動車用ホイール部門の国内シェアが高く、スチールホイールではトップ、アルミホイールにおいても2018年に旭テックを買収したことにより中央精機を抜き、国内シェアトップに躍り出た。

## 概要
電気炉を持ち電気炉メーカーに分類される鉄鋼メーカーであるが、ホイールを中心に自動車・建設機械用部品を製造する輸送用機器メーカーも兼ねる。製品には一般的な電気炉メーカーと同様に建築・土木分野向けの形鋼・棒鋼などがあるほか、自動車用・建設機械用のホイールや、履帯などの建設機械の足回り部品がある。金属部門以外の事業では、クローラーロボットの製作や屋外・屋内広告の製作、合成マイカの製造を手がける。
製造拠点は4つの製造所とその下にある3つの工場からなる。電気炉を置く豊橋製造所（愛知県豊橋市）では形鋼・棒鋼や建設機械部品を製造。豊川製造所（愛知県豊川市）と綾瀬製造所（神奈川県綾瀬市）では主にホイールを製造し、下部組織の明海工場（豊橋製造所近く）・鞍手工場（福岡県鞍手郡鞍手町、ともに豊川製造所の下部組織）・羽村工場（東京都西多摩郡瑞穂町、綾瀬製造所の下部組織）ではタイヤの組み立てを行っている。神奈川製造所（神奈川県茅ヶ崎市）は建設機械用部品の工場である。なお、本社は東京都品川区大崎1丁目にある。
大手高炉メーカーの日本製鉄が約20%の株式を保有する筆頭株主であり、トピー工業は同社の持分法適用関連会社に分類される。2008年（平成20年）より日本製鉄（提携当時は、新日本製鐵）と提携しており、提携の一環として新日鉄が持株比率を引き上げ、関連会社とした。

## 沿革
- 1915年（大正4年） - 東京車輪製作所の前身「帝国発条製作所」設立。
- 1921年（大正10年）10月 - 東都製鋼の前身「宮製鋼所」設立。
- 1926年（大正15年）9月 - 東都製鋼の前身「東京シヤリング株式会社」設立。
- 1934年（昭和9年）12月 - 大同電気製鋼所、帝国発条を吸収合併。帝国発条から車輪部門を切離し、車輪工業の前身「株式会社東京車輪製作所」設立。
- 1941年（昭和16年）10月 - 東京車輪製作所が阿部鉄工所とプレス工業の車輪制作部門と合併、「車輪工業株式会社」に社名変更。
- 1943年（昭和18年）10月 - 宮製鋼所と東京シヤリングが合併し「東都製鋼株式会社」が発足。
- 1949年（昭和24年）5月 - 車輪工業と東都製鋼が東京証券取引所に株式を上場。
- 1953年（昭和28年）1月 - 東都製鋼が大阪・名古屋両証券取引所に上場。
- 1955年（昭和30年）7月 - 東都製鋼品川製作所と高浜製作所が合併し「東都造機株式会社」設立。
- 1956年（昭和31年）12月 - 「東都鉄構株式会社」設立。
- 1958年（昭和33年）11月 - 東都製鋼豊橋製鋼所（現・豊橋製造所）完成。
- 1961年（昭和36年）
  - 1月 - 東都造機茅ヶ崎工場（現・神奈川製造所）完成。
  - 11月 - 車輪工業豊川工場（現・豊川製造所）完成。
- 1964年（昭和39年）
  - 3月 - 車輪工業綾瀬工場（現・綾瀬製造所）完成。
  - 7月 - 車輪工業・東都製鋼・東都造機・東都鉄構の4社が合併し、トピー工業株式会社発足。初代社長は参議院議員を1期務めた藤川一秋[1]。
- 1969年（昭和44年） - トピーインターナショナル,INC.（現・トピーアメリカ,INC.）設立。
- 1972年（昭和47年） - 豊橋製造所内に技術研究所（現 技術センター）創設。
- 1980年（昭和55年） - PT.インコアスク社（インドネシア）と技術援助契約締結。
- 1982年（昭和55年） - PT.パリンダ社（インドネシア）と技術援助契約締結。
- 1985年（昭和58年） - トピーコーポレーション（現・トピーアメリカ,INC.）設立。
- 1987年（昭和60年）
  - 英国ダンロップ社とダンロップトピーホイールLtd.設立。
  - 化粧品の原料となる高品質合成マイカの実用化に成功。
- 1988年（昭和61年） - PT.パコアクイナ社（インドネシア）と技術援助契約締結。
- 1995年（平成7年） - 福建源興トピー汽車零件有限公司（現・福建トピー汽車零件有限公司）設立。
- 1996年（平成8年）7月 - 明海発電株式会社を設立。
- 2008年（平成20年）
  - 7月1日 - 橋梁製作などの鉄構事業部門をトピー鉄構株式会社として分社化。
  - 9月30日 - 新日鉄との提携を発表。この後、新日鉄が当社株式を約20%まで取得。
- 2010年（平成22年）4月1日 - 新日鉄エンジニアリング（現・日鉄エンジニアリング）傘下の日鉄ブリッジとトピー鉄構が合併し、日鉄トピーブリッジ株式会社が発足。
- 2012年（平成24年）1月27日 - 日鉄トピーブリッジが橋梁事業から撤退を発表。
- 2016年（平成28年） - MWイタリア社との戦略的提携強化。
- 2017年（平成29年）- ホイールズ インディア リミテッド社との合弁会社WIL カーホイールズ リミテッド（インド）設立。
- 2018年（平成30年）- リンテックス株式会社を完全子会社化。ATCホールディングス株式会社（旭テックの親会社）を完全子会社化。

## 主な関係会社
- 日本国内（全て株式会社である）
  - トピー実業 - 鋼材・自動車部品などを扱う商社。完全子会社。
  - トピー海運 - 内航海運業・港湾運送業・陸運業などを行う物流業者。完全子会社。
  - トピーファスナー工業 - 工業用ファスナーメーカー。完全子会社。
  - トピーレック - 商業施設「トピレックプラザ」の運営や、スポーツクラブの運営を行う。完全子会社。
  - 九州ホイール工業 - 自動車用ホイールメーカー。完全子会社。
  - 明海発電 - 独立発電事業者（IPP）。豊橋製造所内で火力発電所を運転し、中部電力に電力を供給。完全子会社。
  - リンテックス - 自動車用ホイール、農業用ホイール、産業車輌用ホイールの製造、販売。2018年に新日鐵住金から株式取得。完全子会社。
  - ATCホールディングス - 旭テックの親会社。完全子会社。
  - 北越メタル - 電気炉メーカー。出資比率約35%。
- 日本国外
  - 福建トピー汽車零件有限公司 - 中国において自動車用ホイールを製造。完全子会社。
  - Topy America, Inc. - アメリカにおいて自動車用・建設機械用ホイールおよび建設機械用部品を製造。完全子会社。
  - 輪泰科斯（広州）汽車零配件有限公司 - 中国において自動車用ホイールの製造、販売。出資比率90%。

## 人材育成
- 優秀な社員を兵庫県尼崎市の産業技術短期大学（1962年一般社団法人日本鉄鋼連盟が設立）に派遣して、人材育成を行っている。具体的には、「製造現場における知識創造と人材の多機能育成政策・綿密な能力開発策のひとつとして、企業内選抜を経て中堅技術者への昇進に結びつく産業技術短期大学への派遣を行う政策の実行」であり、このような人材育成形態（教育訓練形態）を「オフ・ザ・ジョブ・トレーニング・OFF-JT」という。